# مکائوی سرخ‌فام

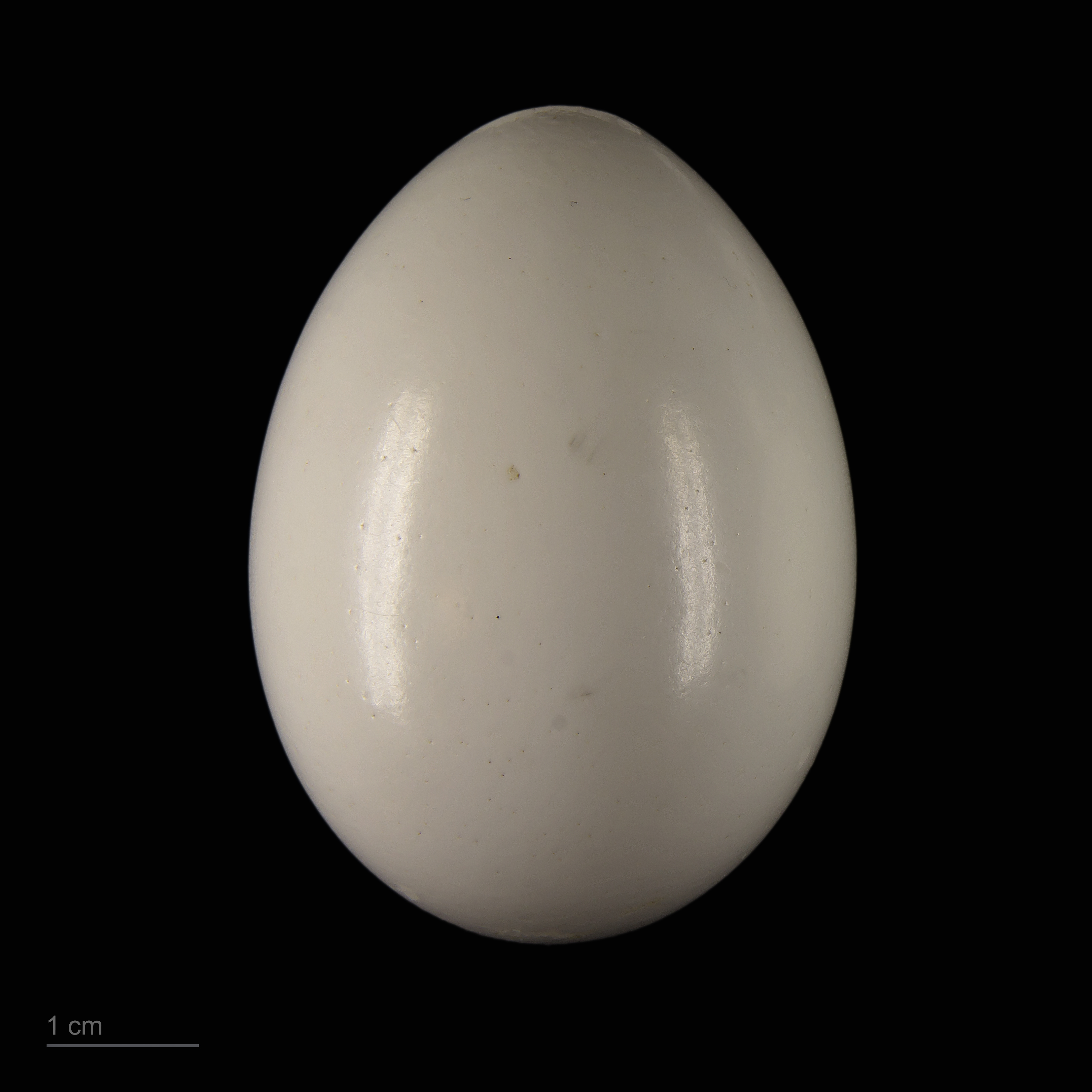
Ara macao

مکائوی سرخ‌فام (نام علمی: Ara macao) نام یک گونه از سرده طوطی‌های شادرنگ است.